# Dvdisaster
dvdisaster es un programa de ordenador para crear información de detección y corrección de errores para medios ópticos, que son usados para recuperación de datos. El programa puede ser usado tanto para crear ficheros ECC a partir de un disco existente o para aumentar una imagen ISO con información ECC antes de ser grabada en el disco. dvdisaster es software libre disponible bajo la GNU General Public License.

## Modos de recuperación
Cuando un disco óptico está físicamente dañado (como por un rayón), o ha empezado a deteriorarse, algunas partes de la información pueden volverse ilegibles. Usando la información ECC previamente generada por dvdisaster, las partes dañadas de la información del disco pueden ser recuperadas.
Los dos modos de generación de la información ECC en dvdisaster hacen uso de los códigos de Reed-Solomon. En modo RS01, la información generada es creada desde una imagen de disco y almacenada en un fichero aparte, que debe ser escrito en otro medio. Alternativamente, en modo RS02, la información ECC es añadida al final de la imagen del disco antes de ser grabado en un disco.